# Lupo mannaro (film)
Lupo mannaro è un film del 2000 diretto da Antonio Tibaldi, tratto dall'omonimo romanzo del 1994 di Carlo Lucarelli.

## Trama
Nella Bologna del 1995, il commissario Romeo si convince (a ragione) che l'insospettabile ingegner Velasco, uno stimato professionista, influente membro della comunità cittadina e padre di famiglia, sia uno spietato serial killer che colpisce ai margini della società, mutilando ferocemente le sue vittime a morsi. Assieme alle poche persone che gli credono, tra cui la giovane assistente Maria Grazia, innamorata di lui, l'amico ispettore della scientifica Rago e il professor Del Gatto, un criminologo ritiratosi a vita privata dopo aver sbagliato il profilo del mostro di Firenze, Romeo continua ostinatamente la sua indagine.

## Produzione
Le riprese si sono svolte a Bologna tra il maggio e giugno 2000.

## Distribuzione
Il film è stato presentato in anteprima al Noir in Festival nel dicembre 2000. Prodotto ugualmente per essere distribuito in sala o venire trasmesso in televisione, ha finito per non essere mai distribuito al di fuori di rassegne o eventi speciali, a causa di problemi di post-produzione.